# Mesanthemum africanum
Mesanthemum africanum är en gräsväxtart som beskrevs av Harold Norman Moldenke. Mesanthemum africanum ingår i släktet Mesanthemum och familjen Eriocaulaceae. Inga underarter finns listade i Catalogue of Life.